# Torreyochloinae
Torreyochloinae je podtribus trava, dio tribusa Poeae. Sastoji se od dva roda jedan u Sjevernoj i Južnoj Americi, a priapda mu ukupno 15 vrsta.

## Rodovi
1. Amphibromus Nees, 11
2. Torreyochloa Church, 4